# منطقه اداری ۵ (عفر)
منطقه اداری۵ (افار) (به لاتین: Administrative Zone 5 (Afar)) یک سکونتگاه مسکونی در اتیوپی است که در منطقه عفر واقع شده‌است.

## خصوصیات
منطقه اداری۵ ۵٬۹۴۵٫۴۱ کیلومترمربع مساحت و ۱۸۳٬۷۹۹ نفر جمعیت دارد.